# 비아조 펠리그라
비아조 펠리그라(Biagio Pelligra, 1937년 6월 24일 ~ )는 이탈리아의 배우, 성우, 텔레비전 배우이다.

## 영화
- 총독 (2007년)
- 무장 여인 (1990년)
- 알롱상팡 (1973년)
- 전갈자리 (1969년)
- 설리반 작전 (1968년)